# Maghreb-Federlibelle

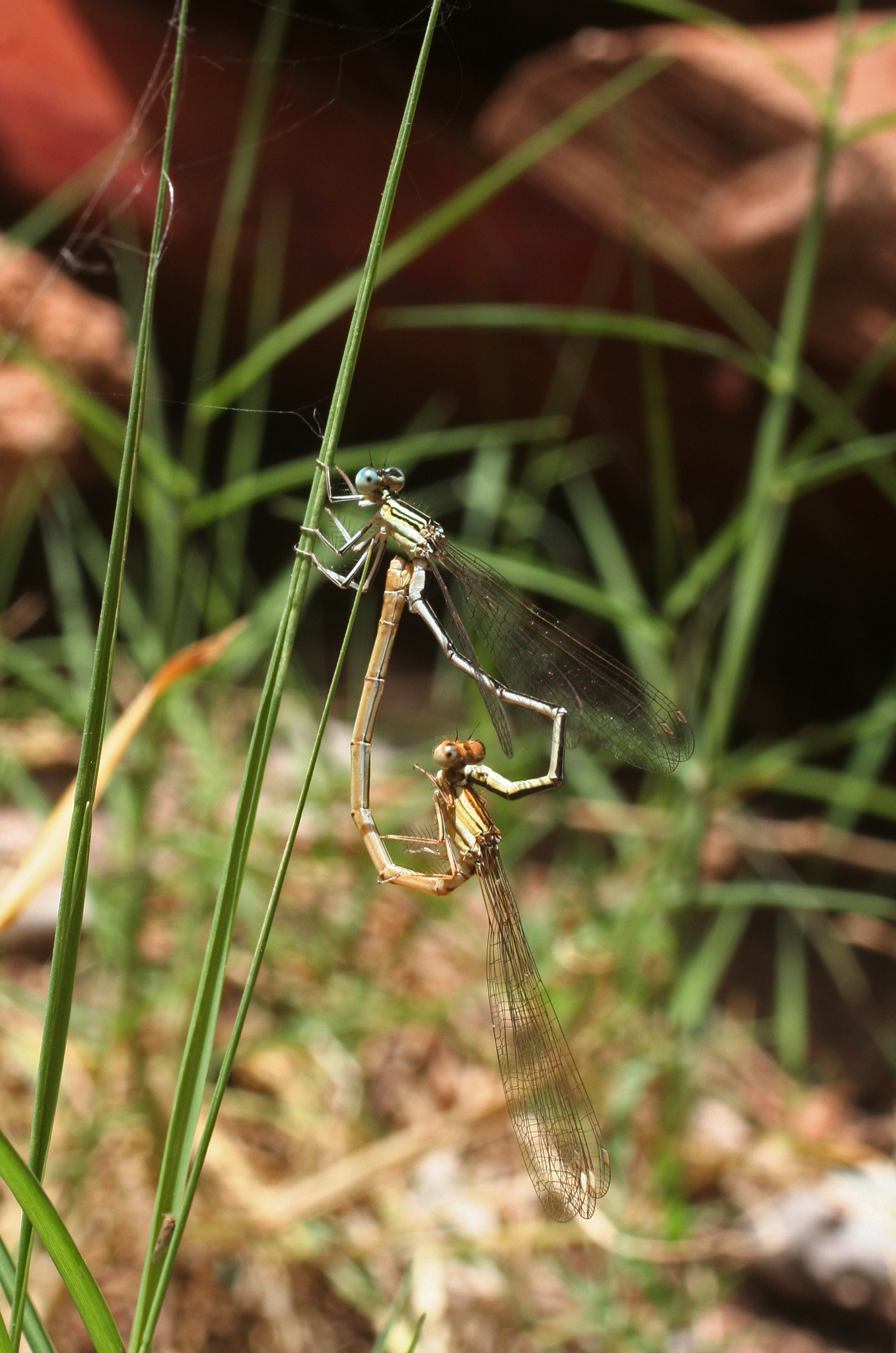
Maghreb-Federlibelle (Platycnemis subdilatata), Paarung

Die Maghreb-Federlibelle (Platycnemis subdilatata) ist eine Libelle aus der Familie der Federlibellen (Platycnemididae). Ihr Name deutet auf ihr endemisches Vorkommen in den Maghreb-Staaten hin.

## Merkmale
Die Körperlänge der Maghreb-Federlibelle beträgt 33 bis 36 und die Flügelspannweite etwa 42 Millimeter. Die Grundfarbe des Männchens ist weiß bis hell grünlich blau, die des Weibchens bräunlich weiß. Wie andere Federlibellen der Gattung Platycnemis verfügt auch die Mahgreb-Federlibelle über schwarze Längsstreifen auf dem Abdomen, dem Thorax und den Beinen. Die ebenfalls für Federlibellen typische Verbreiterung der Tibien ist bei der Maghreb-Federlibelle vergleichsweise schwach ausgeprägt.

## Vorkommen
Innerhalb ihres auf die Maghreb-Länder Algerien, Marokko und Tunesien beschränkten Verbreitungsgebietes, ist die Maghreb-Federlibelle besonders in den Tälern des Atlasgebirges zu finden. Hier bevorzugt sie saubere Fließgewässer. Seltener werden auch Gewässer mit schwach salzhaltigem Brackwasser angenommen. Die maximale Höhe, in der die Art nach den bisherigen Funden angetroffen werden kann, beträgt etwa 1.870 Meter über dem Meeresspiegel.
Bemerkenswert ist ein 1978 gemachter Fund eines Exemplars auf Teneriffa, einer der zu Spanien zählenden und nahe Marokko liegenden Kanarischen Inseln. Da die Insel weit in der Hochsee liegt und die Maghreb-Federlibelle dort zuvor nicht bekannt war, wird vermutet, dass Luftströmungen das Tier auf die Insel geweht haben. Eine fehlerhafte Bestimmung ist allerdings auch nicht auszuschließen. Heute befindet sich das Exemplar im Naturalis in Leiden (Niederlande). Sollte sich auf der Insel eine eigene Population der Maghreb-Federlibellen herausbilden, wäre diese auch für die europäische Fauna von Bedeutung. Bisher wurden jedoch keine weiteren Exemplare dieser Libellen auf den Kanarischen Inseln oder auf dem gegenüber von Marokko liegenden spanischen Festland gefunden. Die Maghreb-Federlibelle vertritt die Blaue Federlibelle allopatrisch im Maghreb.

## Lebensweise und Fortpflanzung
Das Fortpflanzungsverhalten der Maghreb-Federlibelle wurde bislang überwiegend in Gefangenschaft untersucht. Ihre Flugzeit reicht von Anfang bei bis Mitte September, wobei die größte Zahl an Imagines im Juni auftritt. Nach der Paarung legt ein Weibchen Untersuchungen zufolge 35 bis 177 Eier. Bei selbiger Untersuchung, bei der die abgelegten Eier von neun Weibchen untersucht worden, schlüpften lediglich 48,8 % der abgelegten Eier. 14,5 % erwiesen sich als unfruchtbar und bei den weiteren 36,7 % war eine Schlupffähigkeit nicht gegeben. Die Erfolgsquote variierte allerdings bei den abgelegten Eiern der untersuchten Weibchen. 13 bis 51 Tage nach der Ablage schlüpften aus den Eiern die Larven. Diese wachsen nach Schlupf heran und sind von Dezember bis Mai anzutreffen. Sobald die Tiere das Adultstadium erreicht haben, Leben sie noch weitere wenige Tage als Imagines. Die Weibchen leben bis zu 37, die Männchen bis zu 48 Tage. Die Maghreb-Federlibelle ist univoltin.

### Bedrohung und Schutz
Innerhalb ihres ursprünglichen Verbreitungsgebietes ist die Maghreb-Federlibelle häufig anzutreffen und dementsprechend nicht gefährdet. In der Roten Liste des Mittelmeerraums der IUCN wird die Art als „nicht gefährdet“ eingestuft, in der weltweiten wird sie gar nicht gewertet.

### Ähnliche Arten

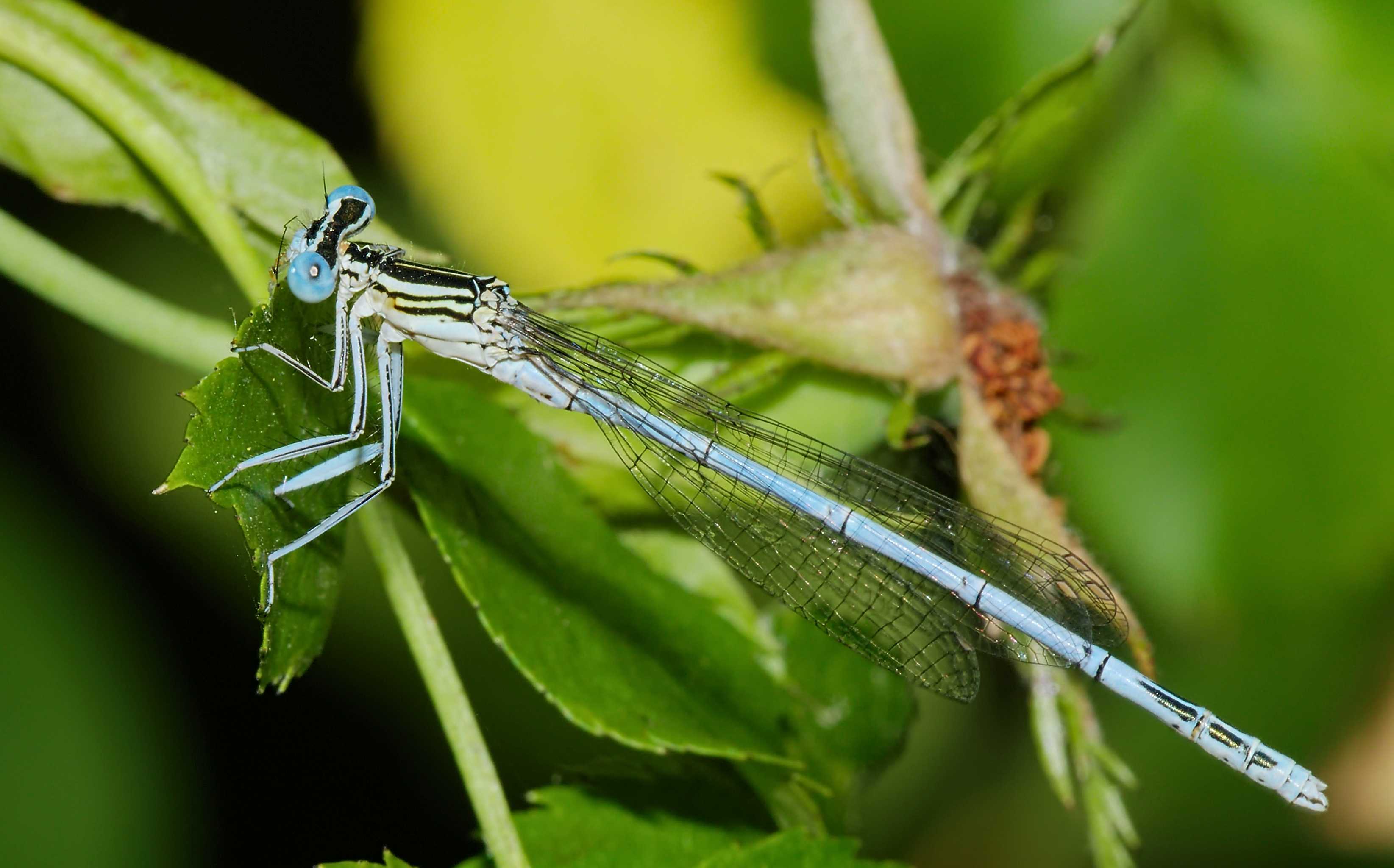
Männchen der Blauen Federlibelle (Platycnemis pennipes)

Die Maghreb-Federlibelle kann mit anderen Federlibellen, besonders mit der gattungsverwandten Blauen Federlibelle (Platycnemis pennipes) verwechselt werden. Sichere Unterscheidungsmerkmale zwischen diesen Arten sind die Färbungen ihrer beiden Geschlechter, die beim Männchen der Schwesterart in einem kräftigeren Blau und beim Weibchen grünlich weiß ausfällt. Außerdem sind die Tibien bei der Blauen Federlibelle stärker verbreitert. Wie alle Federlibellen sieht auch die Maghreb-Federlibelle den Schlanklibellen (Coenagrionidae) ähnlich.